# Cherry-Gletscher
Der Cherry-Gletscher ist ein tief zerfürchter und dynamischer Gletscher in der antarktischen Ross Dependency. Er fließt vom Mount Adams in der Königin-Alexandra-Kette zur Westflanke des Beardmore-Gletschers.
Wissenschaftler der Terra-Nova-Expedition (1910–1913) unter der Leitung des britischen Polarforschers Robert Falcon Scott benannten ihn nach Apsley Cherry-Garrard (1886–1959), der bei dieser Forschungsreise als Assistenzzoologe fungierte und unter anderem am Südpolmarsch beteiligt war.